# Португальська креольська мова
Португальська креольська мова (ПКМ) — це мова, на якій розмовляють у Шрі-Ланці. У той час як найбільш поширеними є сингальська і тамільська, поєднання португальської і Шрі-ланкійської[що?], призвело до розвитку нової мови, ПКМ процвітала в якості лінгва франка на острові протягом 350 років (з 16-го до середини 19-го століття). ПКМ продовжує вживати невелика частина населення. Всі носії цієї мови  є членами міської громади: нащадки португальців і голландців, які заснували сім'ї в Шрі-Ланці. Європейці, євразійці і бюргери складають 0,2% від Шрі-ланкійського населення. Хоча фактично лише невелика група людей продовжує розмовляти Цейлонсько-голландською , португальські традиції все одно популярні серед багатьох шрі-ланкійців.  ПКМ пов'язана з Шрі-ланкійськими Кафірами, етнічною меншиною. Португальська креольська мову вважають найважливішим креольський діалектом в Азії , через її вплив на словниковий запас сингальської мови. Мовні запозичення із ПКМ можна спостерігати в багатьох районах де поширена сингальська. Португальський вплив настільки добре поглинувся повсякденним життям Шрі-Ланки, що ці традиції залишаться разом із Шрі-ланкійськими.

## Історія
У 1517 році португальці, привернуті спеціями і стратегічним положенням острова (між їхніми колоніями на західному узбережжі Індії і Малакка), відправили експедицію з Гоа до Коломбо для створення торгового пункту. Вони ввели християнство на острів. Використовуючи нестабільну політичну ситуацію на острові на свою користь, португальці незабаром завоювали позицію опікунів номінального монарха південної Шрі-Ланки. У 1597 році Дхармапала, останній король Шрі-Джаяварденепура-Котте, помер бездітним, і пожертвував своє царством Філіпу II, королю Португалії. У 1617 році, після анексії Джафни, португальська влада поширилася на всю низовину. Католицизм продовжував поширюватися, але португальці не навчали корінного духовенства.
Голландці контактували з Канді ще в 1602 році, але тільки у 1632 році правитель міста, Раджа Сінха II, запросив голландців до співпраці, що полягала у виселенні португальців з острова. Пройшов тривалий конфліктний період, включаючи голландське захоплення Баттікалоа в 1638 році і закінчуючи падінням Маннара і Джафни в 1658 році. Коли Раджа Сінха II зрозумів, що голландці не збираються завойовувати нові землі для нього, альянс швидко розчиняється у ворожнечі. Голландська Ост-Індійська компанія була зацікавлена ,в основному, комерційними прибутками і чинила опір організації дорогих військових операцій проти Канді. Час голландського правління островом (1761–1766), був єдиним періодом відвертої війни. Голландці, також, жорстоко поводилися з католиками і примушували переходити до кальвіністської віри, а попередня віра були заборонена завойовниками. Католики таємно зустрічалися в будинках один одного, щоб практикувати свою віру. У цей час Католицька Церква, можливо б, повністю зникла в Шрі-Ланці, якби не робота гоанських священиків, які прийшли на острів, щоб врятувати католицизм.